# Mouillac (Gironde)
Pour les articles homonymes, voir Mouillac.
Mouillac est une commune du Sud-Ouest de la France, située au nord du département de la Gironde (région Nouvelle-Aquitaine) à l'ouest du canton du Fronsadais.

## Géographie

### Localisation
La commune de Mouillac, traversée par le 45e parallèle nord, est de ce fait située à égale distance du pôle Nord et de l'équateur terrestre (environ 5 000 km).

### Communes limitrophes
Les communes limitrophes sont Saint-Genès-de-Fronsac, Val de Virvée, Vérac et Salignac.
|               |          | Saint-Genès-de-Fronsac |
| Val de Virvée | Mouillac |                        |
|               |          | Vérac                  |

### Climat
Pour des articles plus généraux, voir Climat de la Nouvelle-Aquitaine et Climat de la Gironde.
Historiquement, la commune est exposée à un climat océanique aquitain.  
En 2020, Météo-France publie une typologie des climats de la France métropolitaine dans laquelle la commune est exposée à un climat océanique et est dans la région climatique  Aquitaine, Gascogne, caractérisée par une pluviométrie abondante au printemps, modérée en automne, un faible ensoleillement au printemps, un été chaud (19,5 °C), des vents faibles, des brouillards fréquents en automne et en hiver et des orages fréquents en été (15 à 20 jours).
Pour la période 1971-2000, la température annuelle moyenne est de 12,9 °C, avec une amplitude thermique annuelle de 14,4 °C. Le cumul annuel moyen de précipitations est de 871 mm, avec 11,8 jours de précipitations en janvier et 7 jours en juillet. Pour la période 1991-2020, la température moyenne annuelle observée sur la station météorologique la plus proche, située sur la commune de Saint-Gervais à 9 km à vol d'oiseau, est de 13,9 °C et le cumul annuel moyen de précipitations est de 824,9 mm,. Pour l'avenir, les paramètres climatiques de la commune estimés pour 2050 selon différents scénarios d’émission de gaz à effet de serre sont consultables sur un site dédié publié par Météo-France en novembre 2022.

## Urbanisme

### Typologie
Au 1er janvier 2024, Mouillac est catégorisée commune rurale à habitat très dispersé, selon la nouvelle grille communale de densité à sept niveaux définie par l'Insee en 2022.
Elle est située hors unité urbaine. Par ailleurs la commune fait partie de l'aire d'attraction de Bordeaux, dont elle est une commune de la couronne,. Cette aire, qui regroupe 275 communes, est catégorisée dans les aires de 700 000 habitants ou plus (hors Paris),.

### Occupation des sols

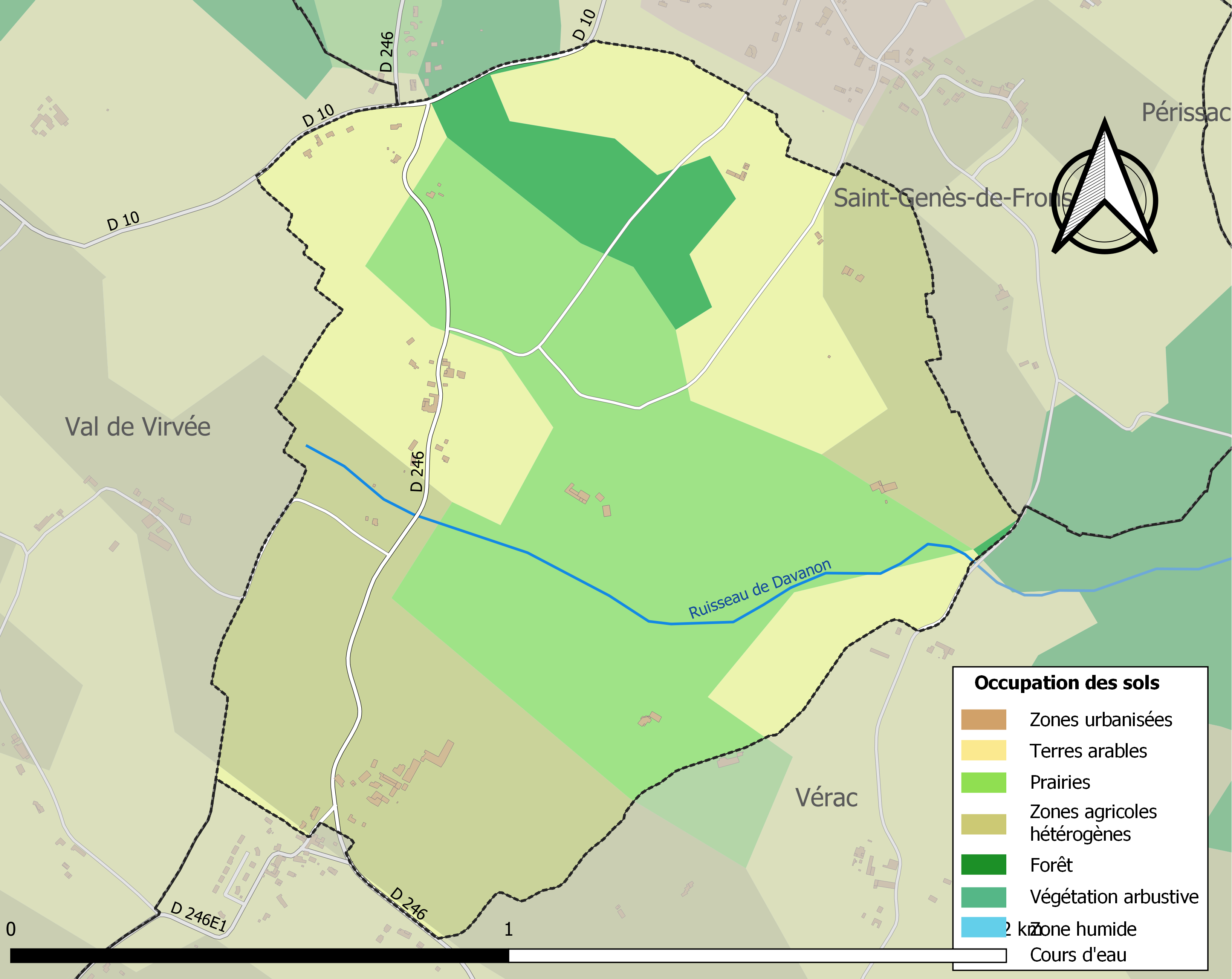
Carte des infrastructures et de l'occupation des sols de la commune en 2018 (CLC).

L'occupation des sols de la commune, telle qu'elle ressort de la base de données européenne d’occupation biophysique des sols Corine Land Cover (CLC), est marquée par l'importance des territoires agricoles (93,6 % en 2018), une proportion identique à celle de 1990 (93,6 %). La répartition détaillée en 2018 est la suivante : 
prairies (35,8 %), zones agricoles hétérogènes (30 %), cultures permanentes (27,7 %), forêts (6,4 %). L'évolution de l’occupation des sols de la commune et de ses infrastructures peut être observée sur les différentes représentations cartographiques du territoire : la carte de Cassini (XVIIIe siècle), la carte d'état-major (1820-1866) et les cartes ou photos aériennes de l'IGN pour la période actuelle (1950 à aujourd'hui).

### Risques majeurs
Le territoire de la commune de Mouillac est vulnérable à différents aléas naturels : météorologiques (tempête, orage, neige, grand froid, canicule ou sécheresse), inondations et séisme (sismicité faible). Un site publié par le BRGM permet d'évaluer simplement et rapidement les risques d'un bien localisé soit par son adresse soit par le numéro de sa parcelle.
La commune a été reconnue en état de catastrophe naturelle au titre des dommages causés par les inondations et coulées de boue survenues en 1982, 1999 et 2009,.

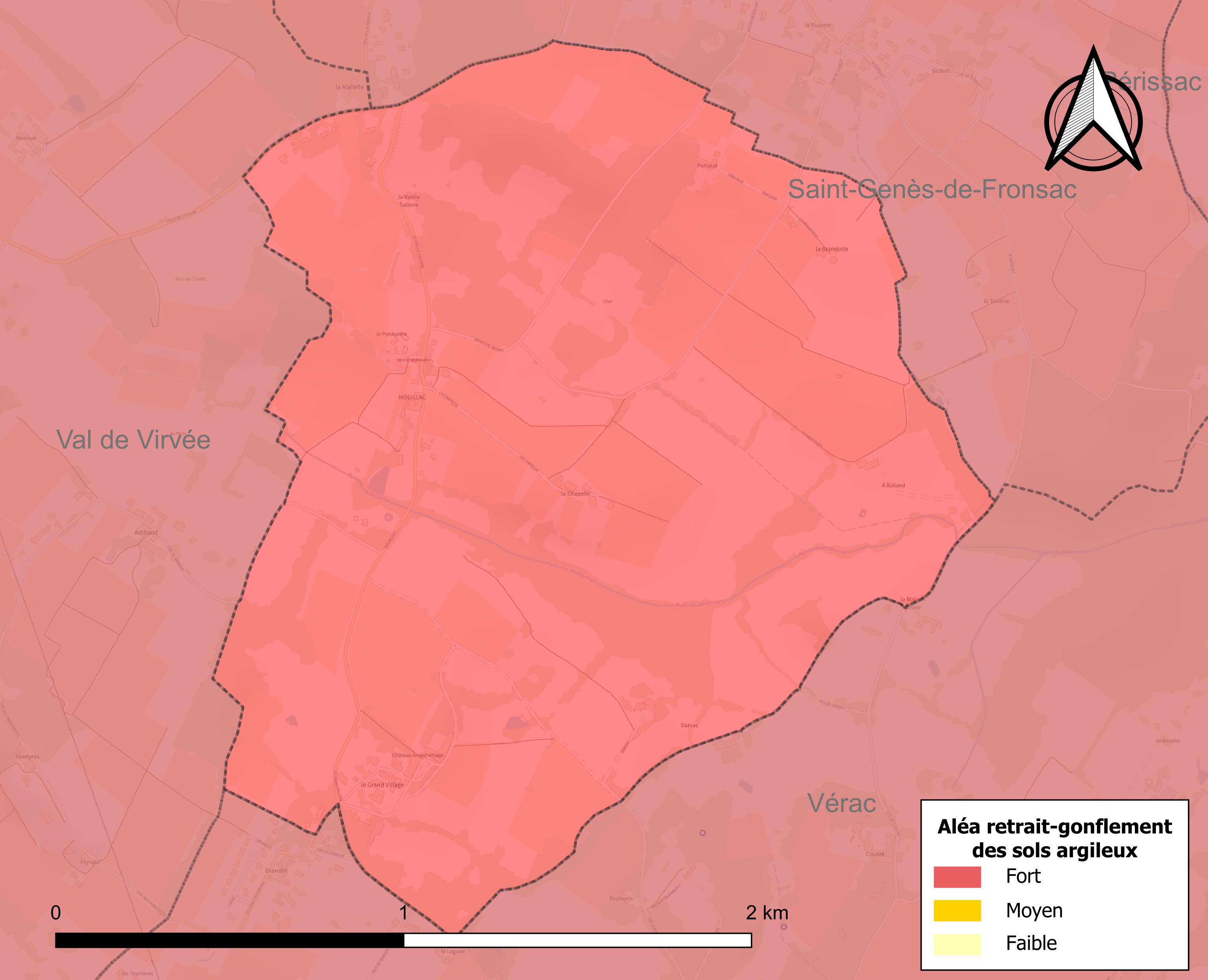
Carte des zones d'aléa retrait-gonflement des sols argileux de Mouillac.

Le retrait-gonflement des sols argileux est susceptible d'engendrer des dommages importants aux bâtiments en cas d’alternance de périodes de sécheresse et de pluie. La totalité de la commune est en aléa moyen ou fort (67,4 % au niveau départemental et 48,5 % au niveau national). Sur les 40 bâtiments dénombrés sur la commune en 2019,  40 sont en aléa moyen ou fort, soit 100 %, à comparer aux 84 % au niveau départemental et 54 % au niveau national. Une cartographie de l'exposition du territoire national au retrait gonflement des sols argileux est disponible sur le site du BRGM,.
Par ailleurs, afin de mieux appréhender le risque d’affaissement de terrain, l'inventaire national des cavités souterraines permet de localiser celles situées sur la commune.
Concernant les mouvements de terrains, la commune a été reconnue en état de catastrophe naturelle au titre des dommages causés par la sécheresse en 2005 et par des mouvements de terrain en 1999.

## Politique et administration
| Période                                  | Période  | Identité           | Étiquette | Qualité                                                          |
| ---------------------------------------- | -------- | ------------------ | --------- | ---------------------------------------------------------------- |
| ?                                        | En cours | Marie-France Régis | PS        | Agricultrice Présidente de la Communauté de Communes depuis 2017 |
| Les données manquantes sont à compléter. |          |                    |           |                                                                  |

## Démographie
L'évolution du nombre d'habitants est connue à travers les recensements de la population effectués dans la commune depuis 1793. Pour les communes de moins de 10 000 habitants, une enquête de recensement portant sur toute la population est réalisée tous les cinq ans, les populations de référence des années intermédiaires étant quant à elles estimées par interpolation ou extrapolation. Pour la commune, le premier recensement exhaustif entrant dans le cadre du nouveau dispositif a été réalisé en 2008.

En 2022, la commune comptait 89 habitants, en évolution de −1,11 % par rapport à 2016 (Gironde : +6,91 %, France hors Mayotte : +2,11 %).
| 1793 | 1800 | 1806 | 1821 | 1831 | 1836 | 1841 | 1846 | 1851 |
| ---- | ---- | ---- | ---- | ---- | ---- | ---- | ---- | ---- |
| 159  | 122  | 143  | 139  | 132  | 129  | 115  | 114  | 126  |

| 1856 | 1861 | 1866 | 1872 | 1876 | 1881 | 1886 | 1891 | 1896 |
| ---- | ---- | ---- | ---- | ---- | ---- | ---- | ---- | ---- |
| 111  | 107  | 110  | 114  | 90   | 88   | 91   | 89   | 72   |

| 1901 | 1906 | 1911 | 1921 | 1926 | 1931 | 1936 | 1946 | 1954 |
| ---- | ---- | ---- | ---- | ---- | ---- | ---- | ---- | ---- |
| 68   | 86   | 80   | 60   | 87   | 84   | 69   | 65   | 66   |

| 1962 | 1968 | 1975 | 1982 | 1990 | 1999 | 2006 | 2008 | 2013 |
| ---- | ---- | ---- | ---- | ---- | ---- | ---- | ---- | ---- |
| 70   | 58   | 41   | 55   | 72   | 103  | 105  | 105  | 97   |

| 2018 | 2022 | - | - | - | - | - | - | - |
| ---- | ---- | - | - | - | - | - | - | - |
| 87   | 89   | - | - | - | - | - | - | - |

## Lieux et monuments
- L'église Saint-Fort est inscrite[23] au Monuments historiques en 1925.

| - Façade ouest - Façade nord - Chevet circa 1890 (Brutails) - Façade nord - Croix |

La première église de Mouillac, édifiée au XIe siècle, est dédiée à saint Gervais et saint Protais. La nef de cette époque et le sanctuaire, voûté en cul-de-four et qui se termine par une abside à sept pans coupés ont été conservés. Au XVIe siècle on ajoute son bas-côté nord avec ses trois voûtes en ogive.
Au XVIe siècle la population de la paroisse a beaucoup augmenté et il fallait agrandir l’église. C’est alors qu’on lui ajoute son bas-côté nord avec ses trois voûtes en ogive.
En 1833 l’église est dédiée à saint Fort. Il s’agit d’un saint légendaire, particulièrement révéré à Bordeaux. La basilique Saint-Seurin de Bordeaux conserve ses prétendues reliques.
Les modillons
Les modillons qui supportent la corniche au-dessus du portail sud et ceux qui supportent la corniche du chevet sont du XIIe siècle. Certains entre-eux sont très érodés.
|  |

|  |

Pour plus d'information sur les représentations, voir Iconographie des modillons romans.
Les cadrans canoniaux
Gravés sur les pierres de la nef sud et sur ses contreforts on trouve pas moins de neuf cadrans canoniaux. Ces cadrans solaires primitifs étaient utilisés par le clergé pour déterminer le moments dans la journée de pratiquer certains actes liturgiques.
| - Contrefort Est - Contrefort Ouest |

- Les cadrans canoniaux gravés sur les deux contreforts sont beaucoup plus grands que ceux que l'on trouve habituellement sur les églises romanes et le cercle est tracé avec soin. Il est probable que ces deux cadrans sont les plus récents.
- Un des cadrans est sur une pierre de remploi ; l'artisan qui a réutilisé la pierre l'a posée avec le cadran canonial inversé.
- La multiplicité des cadrans canoniaux sur une église peut avoir plusieurs origines :

Le cadran, souvent gravé par le prêtre, avait un trou central dans lequel il insérait une tige de bois, pour produire l'ombre. Au cours des années, le trou s'élargit et la tige ne tenait pas, alors le prêtre gravait un autre cadran.
Au cours des années la végétation avoisinante poussait et ses ombres rendaient inutilisable le cadran, donc il fallait faire un autre.
La position d'un cadran sur le mur était bonne pour le lever du soleil, mais était mal placée pour le coucher ; donc il fallait deux cadrans.
| - Cadran « inversé » - Cadran « classique » - Trois cadrans - Cadran « classique » - Cadran abîmé |

## Personnalités liées à la commune
- x